# Briga Novarese

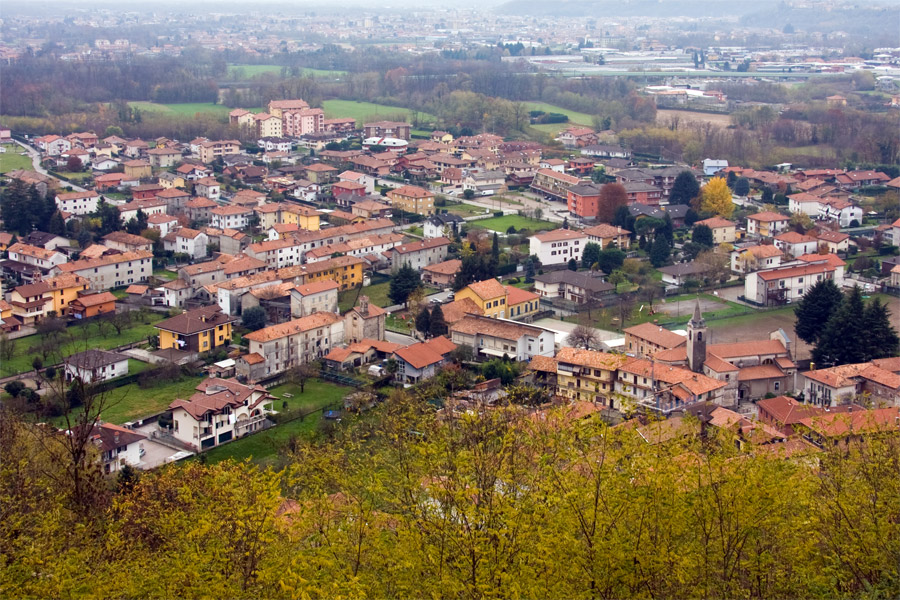
Panorama van Briga Novarese

Briga Novarese is een gemeente in de Italiaanse provincie Novara (regio Piëmont) en telt 2759 inwoners (31-12-2004). De oppervlakte bedraagt 4,7 km², de bevolkingsdichtheid is 587 inwoners per km².

## Demografie
Briga Novarese telt ongeveer 1116 huishoudens. Het aantal inwoners steeg in de periode 1991-2001 met 3,5% volgens cijfers uit de tienjaarlijkse volkstellingen van ISTAT.
| Jaar | Inwoneraantal |
| ---- | ------------- |
| 1991 | 2603          |
| 2001 | 2694          |

## Geografie
De gemeente ligt op ongeveer 345 m boven zeeniveau.
Briga Novarese grenst aan de volgende gemeenten: Borgomanero, Gozzano, Invorio.